# Мурманский трамвай
Му́рманский трамва́й — условное название узкоколейной железной дороги на бензомоторной тяге в городе Мурманске. Действовала в 1918—1934 годах.

## История
Узкоколейная железная дорога (так называемая «дековилька», с шириной колеи 500 мм) была построена английскими интервентами в 1918 году для военного применения, силами военнопленных из РККА. Трасса протяжённостью около 10 километров начиналась от морского порта и железной дороги, потом проходила по улице Воровского и тянулась почти на пять километров по городу до угольных причалов Зелёного мыса. В качестве локомотивов использовались мотовозы.
После восстания населения против интервентов и освобождения города железная дорога стала использоваться для грузовых и пассажирских перевозок, вплоть до 1934 года, когда бензомоторный трамвай был заменён на автобус. В настоящее время вся узкоколейная железная дорога полностью разобрана.
Какой подвижной состав был на этой дороге — известно мало. На сохранившихся фотографиях видно, что там были лёгкие вагонетки открытого типа (без крыши) и такие же лёгкие мотовозы без кабины.
До этого единственной в России трамвайной системой на бензомоторной тяге была построенная до революции пригородная линия из Екатеринодара в станицу Пашковскую. Там этот вид тяги использовался всего два года, после чего в 1914 году линию электрифицировали, и она функционирует и поныне в составе краснодарской трамвайной сети. Причём подвижной состав екатеринодарской линии был изначально «трамвайным», с вагонами трамвайного типа.

## Несуществующий трамвай в мемуарах
В своей автобиографии «Жизнь адвоката» заслуженный юрист РСФСР Семён Ария утверждает, что в свою послевоенную командировку в Гремиху путь в Мурманске от вокзала до порта он проделал якобы на трамвае.
Выйдя с вокзала в Мурманске, сел в дребезжащий, столетнего возраста трамвай и доехал до морского порта.
Однако документов и фотографий, подтверждающих наличие трамвая или его строительство в послевоенном Мурманске, в Государственном архиве Мурманской области нет: на смену узкоколейке сразу (18 ноября 1934 г.) пришёл автобус, а 11 февраля 1962 г. в городе открыли первую троллейбусную линию.